# Motorrad-Weltmeisterschaft 1968
Die Motorrad-WM-Saison 1968 war die 20. in der Geschichte der FIM-Motorrad-Straßenweltmeisterschaft.
In den Klassen bis 500 cm³ und bis 250 cm³ wurden zehn, in der Klasse bis 350 cm³ sieben, 3, in der Klasse bis 125 cm³ neun, in der Klasse bis 50 cm³ fünf und bei den Gespannen sechs Rennen ausgetragen.

## Punkteverteilung
| Punktewertung | Punktewertung | Punktewertung | Punktewertung | Punktewertung | Punktewertung | Punktewertung |
| ------------- | ------------- | ------------- | ------------- | ------------- | ------------- | ------------- |
| Platz         | 1             | 2             | 3             | 4             | 5             | 6             |
| Punkte        | 8             | 6             | 4             | 3             | 2             | 1             |

- Die Zahl gewerteter Läufe wurde bei gerader Anzahl an ausgetragenen Rennen berechnet, indem man diese Anzahl halbierte und dann mit eins addierte. Bei sechs Rennen gingen also vier in die WM-Wertung ein.
- Wurde eine ungerade Zahl Rennen ausgetragen, wurde die Zahl der Läufe mit eins addiert und dann halbiert. Bei sieben Rennen gingen somit vier in die Wertung ein.

## 500-cm³-Klasse

### Rennergebnisse
|    | Datum      | Rennen                  | Strecke                  | Platz 1          | Platz 2        | Platz 3           | Schn. Rennrunde  |
| -- | ---------- | ----------------------- | ------------------------ | ---------------- | -------------- | ----------------- | ---------------- |
| 1  | 21.04.     | 32. GP von Deutschland  | Nürburgring- Südschleife | Giacomo Agostini | Dan Shorey     | Peter Williams    | Giacomo Agostini |
| 2  | 05.05.     | 18. GP von Spanien      | Montjuïc                 | Giacomo Agostini | Jack Findlay   | John Dodds        | Giacomo Agostini |
| 3  | 08.–14.06. | 50. Isle of Man TT      | Mountain Course          | Giacomo Agostini | Brian Ball     | Barry Randle      | Giacomo Agostini |
| 4  | 29.06.     | 38. Dutch TT            | Assen                    | Giacomo Agostini | Jack Findlay   | John Cooper       | Giacomo Agostini |
| 5  | 07.07.     | 41. GP von Belgien      | Spa-Francorchamps        | Giacomo Agostini | Jack Findlay   | Derek Woodman     | Giacomo Agostini |
| 6  | 14.07.     | 11. GP der DDR          | Sachsenring              | Giacomo Agostini | Alberto Pagani | Jack Findlay      | Giacomo Agostini |
| 7  | 21.07.     | GP der Tschechoslowakei | Masaryk-Ring             | Giacomo Agostini | Jack Findlay   | Gyula Marsovszky  | Giacomo Agostini |
| 8  | 04.08.     | GP von Finnland         | Imatra                   | Giacomo Agostini | Jack Findlay   | Derek Woodman     | Giacomo Agostini |
| 9  | 17.08.     | 40. Ulster GP           | Dundrod                  | Giacomo Agostini | Robin Fitton   | John Hartle       | Giacomo Agostini |
| 10 | 15.09.     | 46. GP der Nationen     | Monza                    | Giacomo Agostini | Renzo Pasolini | Angelo Bergamonti | Giacomo Agostini |

### Fahrerwertung
| 1  | Giacomo Agostini  | MV Agusta          | 48 (80) |
| 2  | Jack Findlay      | McIntyre-Matchless | 34 (36) |
| 3  | Gyula Marsovszky  | Matchless          | 10      |
| 4  | Robin Fitton      | Norton             | 9       |
|    | Alberto Pagani    | Linto              | 9       |
| 6  | Peter Williams    | Matchless          | 9       |
| 7  | Derek Woodman     | Seeley             | 8       |
| 8  | John Cooper       | Seeley             | 8       |
| 9  | Dan Shorey        | Norton             | 7       |
| 10 | Angelo Bergamonti | Paton              | 7       |
| 11 | Kel Carruthers    | Norton             | 7       |
| 12 | Brian Ball        | Seeley             | 6       |
| 13 | Renzo Pasolini    | Benelli            | 6       |
| 14 | John Dodds        | Norton             | 6       |

| 15 | Billie Nelson       | Paton              | 5 |
| 16 | Barry Randle        | Norton             | 4 |
|    | John Hartle (†)     | Métisse-Matchless  | 4 |
| 18 | Bill Smith          | Matchless          | 3 |
|    | Nikolaj Sevast'ânov | CKEB               | 3 |
|    | Percy Tait          | Triumph            | 3 |
| 21 | Bohumil Staša       | ČZ                 | 2 |
|    | Barry Lund          | Matchless          | 2 |
|    | Silvano Bertarelli  | Paton              | 2 |
| 24 | Rodney Gould        | Norton             | 1 |
|    | Rex Butcher         | Norton / Matchless | 1 |
|    | Ron Chandler        | Seeley             | 1 |
|    | Godfrey Nash        | Norton             | 1 |

(Punkte in Klammern inklusive Streichresultate)

### Konstrukteurswertung
| 1  | MV Agusta | 48 (80) |
| 2  | Matchless | 34 (45) |
| 3  | Norton    | 25 (30) |
| 4  | Seeley    | 21      |
| 5  | Paton     | 12      |
| 6  | Linto     | 9       |
| 7  | Benelli   | 6       |
| 8  | CKEB      | 3       |
|    | Triumph   | 3       |
| 10 | ČZ        | 2       |

(Punkte in Klammern inklusive Streichresultate)

## 350-cm³-Klasse

### Rennergebnisse
|   | Datum      | Rennen                  | Strecke                  | Platz 1          | Platz 2        | Platz 3           | Schn. Rennrunde  |
| - | ---------- | ----------------------- | ------------------------ | ---------------- | -------------- | ----------------- | ---------------- |
| 1 | 21.04.     | 32. GP von Deutschland  | Nürburgring- Südschleife | Giacomo Agostini | Renzo Pasolini | Kel Carruthers    | Giacomo Agostini |
| 2 | 08.–14.06. | 50. Isle of Man TT      | Mountain Course          | Giacomo Agostini | Renzo Pasolini | Bill Smith        | Giacomo Agostini |
| 3 | 29.06.     | 38. Dutch TT            | Assen                    | Giacomo Agostini | Ginger Molloy  | Gilberto Milani   | Giacomo Agostini |
| 4 | 14.07.     | 11. GP der DDR          | Sachsenring              | Giacomo Agostini | Heinz Rosner   | Kel Carruthers    | Giacomo Agostini |
| 5 | 21.07.     | GP der Tschechoslowakei | Masaryk-Ring             | Giacomo Agostini | Heinz Rosner   | František Šťastný | Giacomo Agostini |
| 6 | 17.08.     | 40. Ulster GP           | Dundrod                  | Giacomo Agostini | Kel Carruthers | Brian Steenson    | Giacomo Agostini |
| 7 | 15.09.     | 46. GP der Nationen     | Monza                    | Giacomo Agostini | Renzo Pasolini | Silvio Grassetti  | Giacomo Agostini |

### Fahrerwertung
| 1 | Giacomo Agostini  | MV Agusta                                         | 32 (56) |
| 2 | Renzo Pasolini    | Benelli                                           | 18      |
| 3 | Kel Carruthers    | Drixton-Aermacchi / Métisse-Aermacchi / Aermacchi | 17      |
| 4 | Heinz Rosner      | MZ                                                | 12      |
| 5 | Ginger Molloy     | Bultaco                                           | 12      |
| 6 | Derek Woodman     | Métisse-Aermacchi                                 | 9       |
| 7 | František Šťastný | Jawa                                              | 8       |
| 8 | Bohumil Staša     | ČZ                                                | 7       |
| 9 | Bill Smith        | Honda                                             | 4       |

|    | Gilberto Milani  | Aermacchi | 4 |
|    | Brian Steenson   | Aermacchi | 4 |
|    | Silvio Grassetti | Benelli   | 4 |
| 13 | Billie Nelson    | Norton    | 3 |
| 14 | Dan Shorey       | Norton    | 2 |
|    | John Cooper      | Seeley    | 2 |
|    | Karl Hoppe       | Aermacchi | 2 |
|    | Bruno Spaggiari  | Ducati    | 2 |
| 18 | Jack Findlay     | Aermacchi | 1 |
|    | Dave Simmonds    | Kawasaki  | 1 |

(Punkte in Klammern inklusive Streichresultate)

### Konstrukteurswertung
| 1  | MV Agusta | 32 (56) |
| 2  | Benelli   | 18      |
| 3  | Aermacchi | 18 (24) |
| 4  | MZ        | 12      |
| 5  | Bultaco   | 12      |
| 6  | Jawa      | 8       |
| 7  | ČZ        | 7       |
| 8  | Norton    | 5       |
| 9  | Honda     | 4       |
| 10 | Seeley    | 2       |
|    | Ducati    | 2       |
| 12 | Kawasaki  | 1       |

(Punkte in Klammern inklusive Streichresultate)

## 250-cm³-Klasse

### Rennergebnisse
|    | Datum      | Rennen                  | Strecke                  | Platz 1   | Platz 2        | Platz 3          | Schn. Rennrunde |
| -- | ---------- | ----------------------- | ------------------------ | --------- | -------------- | ---------------- | --------------- |
| 1  | 21.04.     | 32. GP von Deutschland  | Nürburgring- Südschleife | Bill Ivy  | Ginger Molloy  | Kent Andersson   | Bill Ivy        |
| 2  | 05.05.     | 18. GP von Spanien      | Montjuïc                 | Phil Read | Heinz Rosner   | Ginger Molloy    | Phil Read       |
| 3  | 08.–14.06. | 50. Isle of Man TT      | Mountain Course          | Bill Ivy  | Renzo Pasolini | Heinz Rosner     | Bill Ivy        |
| 4  | 29.06.     | 38. Dutch TT            | Assen                    | Bill Ivy  | Phil Read      | Renzo Pasolini   | Bill Ivy        |
| 5  | 07.07.     | 41. GP von Belgien      | Spa-Francorchamps        | Phil Read | Heinz Rosner   | Rodney Gould     | Bill Ivy        |
| 6  | 14.07.     | 11. GP der DDR          | Sachsenring              | Bill Ivy  | Phil Read      | Heinz Rosner     | Phil Read       |
| 7  | 21.07.     | GP der Tschechoslowakei | Masaryk-Ring             | Phil Read | Bill Ivy       | Heinz Rosner     | Phil Read       |
| 8  | 04.08.     | GP von Finnland         | Imatra                   | Phil Read | Heinz Rosner   | Rodney Gould     | Phil Read       |
| 9  | 17.08.     | 40. Ulster GP           | Dundrod                  | Bill Ivy  | Heinz Rosner   | Rodney Gould     | Bill Ivy        |
| 10 | 15.09.     | 46. GP der Nationen     | Monza                    | Phil Read | Bill Ivy       | Santiago Herrero | Phil Read       |

### Fahrerwertung
| 1 | Phil Read        | Yamaha         | 46 (52) |
| 2 | Bill Ivy         | Yamaha         | 46 (52) |
| 3 | Heinz Rosner     | MZ             | 32 (39) |
| 4 | Rodney Gould     | Bultaco-Yamaha | 21 (25) |
| 5 | Ginger Molloy    | Bultaco        | 19      |
| 6 | Renzo Pasolini   | Benelli        | 10      |
| 7 | Santiago Herrero | OSSA           | 8       |
| 8 | Kent Andersson   | Yamaha         | 6       |
| 9 | Malcolm Uphill   | Suzuki         | 5       |
|   | László Szabó     | MZ             | 5       |

| 11 | Jack Findlay     | Bultaco / Yamaha | 5 |
| 12 | Carlos Giró      | OSSA             | 3 |
|    | Gordon Keith     | Yamaha           | 2 |
| 14 | Carlos Rocamora  | Bultaco          | 2 |
|    | Gilberto Milani  | Aermacchi        | 2 |
| 16 | Paul Eickelberg  | Aermacchi        | 1 |
|    | Bill Smith       | Yamaha           | 1 |
|    | Gyula Marsovszky | Bultaco          | 1 |
|    | Rex Butcher      | Suzuki           | 1 |

(Punkte in Klammern inklusive Streichresultate)

### Konstrukteurswertung
| 1 | Yamaha    | 48 (80) |
| 2 | MZ        | 32 (39) |
| 3 | Bultaco   | 19      |
| 4 | OSSA      | 11      |
| 5 | Benelli   | 10      |
| 6 | Suzuki    | 6       |
| 7 | Aermacchi | 3       |

(Punkte in Klammern inklusive Streichresultate)

## 125-cm³-Klasse

### Rennergebnisse
|   | Datum      | Rennen                  | Strecke                  | Platz 1           | Platz 2              | Platz 3              | Schn. Rennrunde |
| - | ---------- | ----------------------- | ------------------------ | ----------------- | -------------------- | -------------------- | --------------- |
| 1 | 21.04.     | 32. GP von Deutschland  | Nürburgring- Südschleife | Phil Read         | Hans Georg Anscheidt | Siegfried Möhringer  | Bill Ivy        |
| 2 | 05.05.     | 18. GP von Spanien      | Montjuïc                 | Salvador Cañellas | Ginger Molloy        | Heinz Rosner         | Bill Ivy        |
| 3 | 08.–14.06. | 50. Isle of Man TT      | Mountain Course          | Phil Read         | Bill Ivy             | Kel Carruthers       | Bill Ivy        |
| 4 | 29.06.     | 38. Dutch TT            | Assen                    | Phil Read         | Ginger Molloy        | Jan Huberts          | Phil Read       |
| 5 | 14.07.     | 11. GP der DDR          | Sachsenring              | Phil Read         | Bill Ivy             | Günter Bartusch      | Bill Ivy        |
| 6 | 21.07.     | GP der Tschechoslowakei | Masaryk-Ring             | Phil Read         | László Szabó         | Günter Bartusch      | Bill Ivy        |
| 7 | 04.08.     | GP von Finnland         | Imatra                   | Phil Read         | Bill Ivy             | Heinz Rosner         | Bill Ivy        |
| 8 | 17.08.     | 40. Ulster GP           | Dundrod                  | Bill Ivy          | Phil Read            | Heinz Rosner         | Phil Read       |
| 9 | 15.09.     | 46. GP der Nationen     | Monza                    | Bill Ivy          | Phil Read            | Hans Georg Anscheidt | Bill Ivy        |

### Fahrerwertung
| 1  | Phil Read            | Yamaha        | 40 (60) |
| 2  | Bill Ivy             | Yamaha        | 34      |
| 3  | Ginger Molloy        | Bultaco       | 15      |
| 4  | Heinz Rosner         | MZ            | 12      |
| 5  | Salvador Cañellas    | Bultaco       | 11      |
| 6  | László Szabó         | MZ            | 11      |
| 7  | Dieter Braun         | Neckermann-MZ | 11      |
| 8  | Hans Georg Anscheidt | Suzuki        | 10      |
| 9  | Günter Bartusch      | MZ            | 8       |
| 10 | Kel Carruthers       | Honda         | 6       |
| 11 | Tommy Robb           | Bultaco       | 5       |
| 12 | Siegfried Möhringer  | Neckermann-MZ | 4       |
| 13 | Jan Huberts          | MZ            | 4       |

| 14 | Walter Scheimann | Honda    | 3 |
|    | Friedhelm Kohlar | MZ       | 3 |
|    | Dave Simmonds    | Kawasaki | 3 |
| 17 | Kent Andersson   | MZ       | 2 |
|    | Gordon Keith     | Montesa  | 2 |
|    | Hartmut Bischoff | MZ       | 2 |
|    | Lothar John      | MZ       | 2 |
|    | Jürgen Lenk      | MZ       | 2 |
| 22 | Thomas Heuschkel | MZ       | 2 |
| 23 | Pedro Álvarez    | Bultaco  | 1 |
|    | Steve Murray     | Honda    | 1 |
|    | Giuseppe Visenzi | Montesa  | 1 |
|    | János Reisz      | MZ       | 1 |

(Punkte in Klammern inklusive Streichresultate)

### Konstrukteurswertung
| 1 | Yamaha   | 40 (64) |
| 2 | Bultaco  | 22      |
| 3 | MZ       | 22 (32) |
| 4 | Suzuki   | 10      |
| 5 | Honda    | 9       |
| 6 | Kawasaki | 3       |
| 7 | Montesa  | 3       |

(Punkte in Klammern inklusive Streichresultate)

## 50-cm³-Klasse

### Rennergebnisse
|   | Datum      | Rennen             | Strecke                  | Platz 1              | Platz 2              | Platz 3          | Schn. Rennrunde      |
| - | ---------- | ------------------ | ------------------------ | -------------------- | -------------------- | ---------------- | -------------------- |
| 1 | 21.04.     | GP von Deutschland | Nürburgring- Südschleife | Hans Georg Anscheidt | Rudolf Kunz          | Rudolf Schmälzle | Hans Georg Anscheidt |
| 2 | 05.05.     | GP von Spanien     | Montjuïc                 | Hans Georg Anscheidt | Ángel Nieto          | Barry Smith      | Ángel Nieto          |
| 3 | 08.–14.06. | 50. Tourist Trophy | Mountain Course          | Barry Smith          | Chris Walpole        | Leslie Griffiths | Barry Smith          |
| 4 | 29.06.     | 38. Dutch TT       | Assen                    | Paul Lodewijkx       | Hans Georg Anscheidt | Aalt Toersen     | Paul Lodewijkx       |
| 5 | 07.07.     | GP von Belgien     | Spa-Francorchamps        | Hans Georg Anscheidt | Paul Lodewijkx       | Ángel Nieto      | Hans Georg Anscheidt |

### Fahrerwertung
| 1  | Hans Georg Anscheidt | Suzuki   | 24 (30) |
| 2  | Paul Lodewijkx       | Jamathi  | 17      |
| 3  | Barry Smith          | Derbi    | 15      |
| 4  | Ángel Nieto          | Derbi    | 10      |
| 5  | Rudolf Kunz          | Kreidler | 6       |
|    | Chris Walpole        | Honda    | 6       |
| 7  | Rudolf Schmälzle     | Kreidler | 6       |
| 8  | Leslie Griffiths     | Honda    | 4       |
| 9  | Aalt Toersen         | Kreidler | 4       |
| 10 | Ludwig Faßbender     | Kreidler | 3       |

|    | Brian Lock           | Honda    | 3 |
|    | Jan de Vries         | Kreidler | 3 |
| 13 | Cees van Dongen      | Kreidler | 2 |
|    | Carlos Giró          | Derbi    | 2 |
|    | Jim Pink             | Honda    | 2 |
|    | Jos Schurgers        | Kreidler | 2 |
|    | Martin Mijwaart      | Jamathi  | 2 |
| 18 | Janko-Florijan Štefe | Tomos    | 1 |
|    | Francisco Cufi       | Derbi    | 1 |
|    | Robin Udall          | Honda    | 1 |

(Punkte in Klammern inklusive Streichresultate)

### Konstrukteurswertung
| 1 | Suzuki   | 24 (30) |
| 2 | Derbi    | 18      |
| 3 | Jamathi  | 17      |
| 4 | Kreidler | 11      |
| 5 | Honda    | 6       |
| 6 | Tomos    | 1       |

(Punkte in Klammern inklusive Streichresultate)

## Gespanne (500 cm³)

### Rennergebnisse
|   | Datum      | Rennen                 | Strecke                  | Platz 1                                | Platz 2                                | Platz 3                              | Schn. Rennrunde                        |
| - | ---------- | ---------------------- | ------------------------ | -------------------------------------- | -------------------------------------- | ------------------------------------ | -------------------------------------- |
| 1 | 21.04.     | 32. GP von Deutschland | Nürburgring- Südschleife | Helmut Fath / Wolfgang Kalauch         | Georg Auerbacher / Hermann Hahn        | Siegfried Schauzu / Horst Schneider  | Klaus Enders / Ralf Engelhardt         |
| 2 | 08.–14.06. | 50. Isle of Man TT     | Mountain Course          | Siegfried Schauzu / Horst Schneider    | Johann Attenberger / Josef Schillinger | Heinz Luthringshauser / Geoff Hughes | Klaus Enders / Ralf Engelhardt         |
| 3 | 29.06.     | 38. Dutch TT           | Assen                    | Johann Attenberger / Josef Schillinger | Klaus Enders / Ralf Engelhardt         | Siegfried Schauzu / Horst Schneider  | Johann Attenberger / Josef Schillinger |
| 4 | 07.07.     | 41. GP von Belgien     | Spa-Francorchamps        | Georg Auerbacher / Hermann Hahn        | Arsenius Butscher / Josef Huber        | Helmut Lünemann / Neil Caddow        | Helmut Fath / Wolfgang Kalauch         |
| 5 | 04.08.     | GP von Finnland        | Imatra                   | Helmut Fath / Wolfgang Kalauch         | Heinz Luthringshauser / Geoff Hughes   | Georg Auerbacher / Hermann Hahn      | Helmut Fath / Wolfgang Kalauch         |
| 6 | 13.10.     | Deutschland            | Hockenheim               | Helmut Fath / Wolfgang Kalauch         | Klaus Enders / Ralf Engelhardt         | Georg Auerbacher / Hermann Hahn      | Helmut Fath / Wolfgang Kalauch         |

### Fahrerwertung
| 1  | Helmut Fath            | Wolfgang Kalauch                  | URS | 27 (29) |
| 2  | Georg Auerbacher       | Hermann Hahn bzw. Henk de Wever   | BMW | 22 (25) |
| 3  | Siegfried Schauzu      | Horst Schneider                   | BMW | 19      |
| 4  | Johann Attenberger (†) | Josef Schillinger (†)             | BMW | 17      |
| 5  | Heinz Luthringshauser  | Lothar Ronsdorf bzw. Geoff Hughes | BMW | 14      |
| 6  | Klaus Enders           | Ralf Engelhardt                   | BMW | 12      |
| 7  | Arsenius Butscher      | Josef Huber                       | BMW | 7       |
| 8  | Otto Kölle             | Rolf Schmid (†)                   | BMW | 6       |
| 9  | Helmut Lünemann        | Neil Caddow                       | BMW | 4       |
| 10 | Tony Wakefield         | Graham Milton                     | BMW | 3       |
| 11 | John Brandon           | Cliff Holland                     | BMW | 2       |
|    | Kenneth Calenius       | Juhani Vesterinen                 | BMW | 2       |
| 13 | Jean-Claude Castella   | Albert Castella                   | BMW | 2       |
| 14 | Maurice Tombs          | Trevor Tombs                      | BMW | 1       |
|    | Ruben Bjarnemark       | Lennart Rägmo                     | BMW | 1       |

(Punkte in Klammern inklusive Streichresultate)

### Konstrukteurswertung
| 1 | BMW | 30 (43) |
| 2 | URS | 27 (29) |

(Punkte in Klammern inklusive Streichresultate)